# Sanlúcar de Guadiana
Sanlúcar de Guadiana község Spanyolországban, Huelva tartományban. Sanlúcar de Guadiana El Granado, Villanueva de los Castillejos, Cartaya, Lepe, Ayamonte, San Silvestre de Guzmán és Alcoutim községekkel határos. Lakosainak száma 416 fő (2024).

## Népesség
A település népessége az utóbbi években az alábbiak szerint változott:
| Lakosok száma | 381  | 370  | 373  | 367  | 440  | 447  | 431  | 409  | 380  | 416  |
|               | 2001 | 2004 | 2006 | 2009 | 2011 | 2014 | 2016 | 2019 | 2021 | 2024 |